# Vaadin
A Vaadin egy olyan nyílt forráskódú webalkalmazás-keretrendszer, mely lehetőséget biztosít gazdag webalkalmazások (Rich Internet Application) fejlesztésére. Java Servlet technológiát használ szerver oldalon, a megjelenítés pedig a Google Web Toolkit segítségével történik. A GWT segítségével interaktív felületeket készíthetünk Java nyelven. A GWT a Java osztályokat JavaScript kódra alakítja át, ami a böngészőben kerül futtatásra. Lehetőségünk van keverni Java kódot JavaScript kóddal.
A Vaadin esetében a teljes alkalmazási logika a szerver oldalon helyezkedik el, a GWT csupán egy vékony megjelenítési réteg. A kommunikáció AJAX technológiával valósul meg, az adatok pedig JSON-ba vannak kódolva. A munkamenet kezelés és a biztonsági ellenőrzések automatikusan biztosítva vannak. Ha olyan komponenst szeretnénk készíteni, mely a Vaadin eszköztárból nem építhető fel, nekünk kell meghatározzuk az AJAX kérésekben szereplő kérés-válasz értékhalmazt és a hozzá tartozó műveleteket. A Vaadin keretrendszert bármely standard Java Servlet konténer tudja futtatni, a GWT fordító segítségével pedig a legtöbb modern böngészővel kompatibilis.

## Jellemzők
A Vaadin keretrendszer fő ismérve, hogy Java nyelven készíthetünk interaktív tartalmat a webre eseményvezérelt programozás és widget-ek felhasználásával, ami közelebb áll a hagyományos GUI fejlesztéshez, mint a webfejlesztéses HTML és JavaScripthez.
A Vaadin szerver oldalon is validál, így észreveszi, ha a kliens adatait manipulálták.
A Vaadin alap komponensei kiegészíthetőek GWT widget-ekkel, és testre szabhatók CSS segítségével.
Fejlesztői szemszögből a Vaadin egy JAR fájl, melyet bármilyen Java webalkalmazásba beépíthető. Ezen felül az Eclipse és a Netbeans is rendelkezik beépülő modulokkal, melyek segítik a fejlesztést, továbbá létezik direkt támogatás és disztribútálás a Maven-en keresztül.
A Vaadin alkalmazások Java servletként telepíthetők bármely Java szerverre, beleértve Google App Engine-t is. Alkalmazások telepíthetők portletként is bármely Java portálra, mélyebb integráció jelenleg a Liferay portállal van.

## Története
Egy finn cég, az IT Mill kifejlesztett egy keretrendszert, hogy növelje a termelékenységet. Az első verzió 2001-ben készült.
2002-ben kiadták a nyílt forráskódú Millstone 3-at.
2005-ben komoly változtatásokat hajtottak végre, mivel túl statikusnak találták, ezért AJAX-ot kezdtek használni, valamint újraírták a kliens oldali motort, és a szerver oldali API-kat is.
2006-ban újabb változások történtek, IT Mill Toolkit4 néven adta ki az új verziót. Ez a változat sok saját JavaScript megvalósítást tartalmazott, melyet nehéz volt bővíteni.
2007-ben úgy döntöttek, hogy a kliens oldal átáll a GWT használatára, ez az egész kliens oldal újraírását jelentette, amit IT Mill Toolkit 5 néven adtak ki.
2009-ben az IT Mill kiadta a 6. verziót is, melynek nevét Vaadin keretrendszerre változtatta.
2010-ben a cég nevét is Vaadinra változtatták, ezzel is megerősítve a hosszútávú elkötelezettséget.
2011. február 25-én a útjára bocsátották a Vaadin Pro Account nevű üzleti támogatás modellt.
2013. március 4-én megjelent a Vaadin 7, az elő nagy verzió 2009 óta.
2013. június 27-én a megjelent a Vaadin 7.1, ami már támogatja szerver által kezdeményezett aszinkron kommunikációt ("push").